# Chatignonville
Chatignonville é uma comuna francesa localizada a cinquenta e três quilômetros a sudoeste de Paris, no departamento de Essonne, na região da Ilha de França.
Seus habitantes são chamados de Chatignonvillois.

## Geografia

### Localização
Chatignonville está situada a cinquenta e três quilômetros a sudoeste de Paris-Notre-Dame, ponto zero das estradas da França, quarenta e dois quilômetros a sudoeste de Évry, dezessete quilômetros ao norte -Oeste de Étampes, nove quilômetros a sudoeste de Dourdan, vinte e sete quilômetros a sudoeste de Arpajon, trinta e um quilômetros a sudoeste de La Ferté-Alais, trinta e dois quilômetros a sudoeste de Montlhéry, trinta e cinco quilômetros a sudoeste de Palaiseau, quarenta quilômetros a noroeste de Milly-la-Forêt, quarenta e três quilômetros a sudoeste de Corbeil-Essonnes.

### Comunas limítrofes
- Allainville (Yvelines)
- Authon-la-Plaine
- Corbreuse
- Garancières-en-Beauce (Eure-et-Loir)

## Toponímia
Opatinacum em 531 Captunacum 541, Centegnonvilla, Centenovilla no século XIII, Chantignonville.
A origem do nome da cidade é pouco conhecida, a cidade foi criada em 1789 com o nome de Chantignonville, a grafia atual foi introduzida pelo Bulletin des lois em 1801.

## Cultura local e patrimônio

### Patrimônio ambiental
Pequenos bosques arborizados foram identificados como áreas naturais sensíveis pelo Conselho Departamental de Essonne.

### Patrimônio arquitetônico
- Igreja de Saint-Mamert, do século XV e remodelada no século XVII.[14]